# No Nut November
La No Nut November, nota anche con l'acronimo NNN, è un fenomeno di internet che consiste nell'astenersi dalla masturbazione e da rapporti sessuali di ogni genere durante l'intero mese di novembre. La sfida è strettamente associata al movimento NoFap, che incoraggia la propria comunità a praticare la masturbazione in modo consapevole.
Sebbene concepita per motivi satirici e nonostante non ci siano studi scientifici al riguardo, alcuni considerano la sfida benefica per la salute dichiarando che essa aumenti i livelli di energia, chiarezza mentale, testosterone e la performance fisica in sport come fitness e bodybuilding.

## Storia
Il termine No Nut November venne coniato per la prima volta nel 2011, quando un utente del dizionario online Urban Dictionary scrisse una voce su di essa definendola una sfida in cui "un individuo non deve masturbarsi per il mese di novembre".
Dopo diversi anni, nel 2017, il termine entrò in voga dopo che un tweet di un utente si diffuse attraverso la piattaforma Reddit dove ottenne oltre 1 200 commenti.
(@I_H8THOTS, Twitter)
La popolarità la trasformò in una sfida, che in poco tempo si diffuse attraverso i maggiori social media, tra i quali lo stesso reddit, dove nacque il canale tematico r/NoNutNovember, che in poco tempo raggiunse 61 200 iscritti.
Nel 2018 la popolarità raggiunta fece sì che diversi siti pornografici mettessero in atto dei camei per spingere la gente ad aumentare le ricerche sui loro siti, che erano calate del 14,5%.
Nel 2019 la sfida ha iniziato a diffondersi in Italia, mentre al contempo si diffuse come ricompensa per chi riuscisse a portare a termine l'astinenza, la Destroying Dick December (già citata su Urban Dictionary nel 2017) che consiste nel praticare la masturbazione un numero giornaliero di volte quanto il numero riportato dal calendario nel mese di dicembre, arrivando ad un totale di 496 masturbazioni. Negli stessi anni è nata anche la Fingering Free February, creata per le donne, che consiste nel non praticare il fingering e di non avere rapporti sessuali che implicano la penetrazione per l'intero mese di febbraio con a disposizione un solo strike, tuttavia hanno la possibilità di praticare sesso orale.

## Regolamento
Esistono 2 modalità:
La prima, di difficoltà normale, eseguita di solito per testare il proprio autocontrollo, vieta per trenta giorni la pratica di rapporti sessuali, petting e masturbazione.
Invece, la seconda modalità, ovvero la sfida classica, di difficoltà avanzata, vieta qualsiasi tipo di azione fino al termine della sfida (escluse le polluzioni notturne).
Inoltre per entrambe le modalità si è diffusa negli anni la possibilità di ottenere dei buoni, i cosiddetti "NNN Passes", che consentono di avere uno strike in più durante la sfida. Questi "Passes" possono essere ottenuti navigando in giro per le piattaforme social come TikTok, Instagram o Reddit, tuttavia, come riportato da Urban Dictionary, sono considerati come barare e l'unico modo di ottenerli è il "non eiaculare" in uno degli altri mesi dell'anno, tranne appunto novembre.

## Controversie
La sfida ha dovuto scontrarsi fin da subito con delle critiche, in quanto contraddittoria a uno studio effettuato dall'Università di Harvard nel 2014, secondo cui gli uomini che eiaculano almeno 21 volte in un mese incorrono in un rischio minore di contrarre il cancro alla prostata. Altre critiche arrivano dal punto di vista medico in quanto secondo i medici l'atto sessuale consente di mantenere il giusto flusso sanguigno all'apparato genitale maschile, oltre a ritardare i problemi di erezione in tarda età. Nel 2018 la sfida è stata nuovamente criticata, stavolta dalla compagnia di broadcasting Vice Media, dopo che numerosi utenti avevano inviato minacce sul profilo Twitter di xHamster.